# New Britain
New Britain là hòn đảo lớn nhất của Quần đảo Bismarck (được đặt tên theo Otto von Bismarck) tại Papua New Guinea. Hòn đảo tách biệt với đảo chính New Guinea qua các eo biển Dampier và Vitiaz và tách biệt với đảo New Ireland qua eo biển St. George's. Các đô thị chính trên đảo New Britain là Rabaul/Kokopo và Kimbe. Hòn đảo có kích thước tương đương với Đài Loan.
Khi đảo còn là một phần của New Guinea thuộc Đức, nó có tên là Neupommern ("Tân Pomerania").

## Địa lý

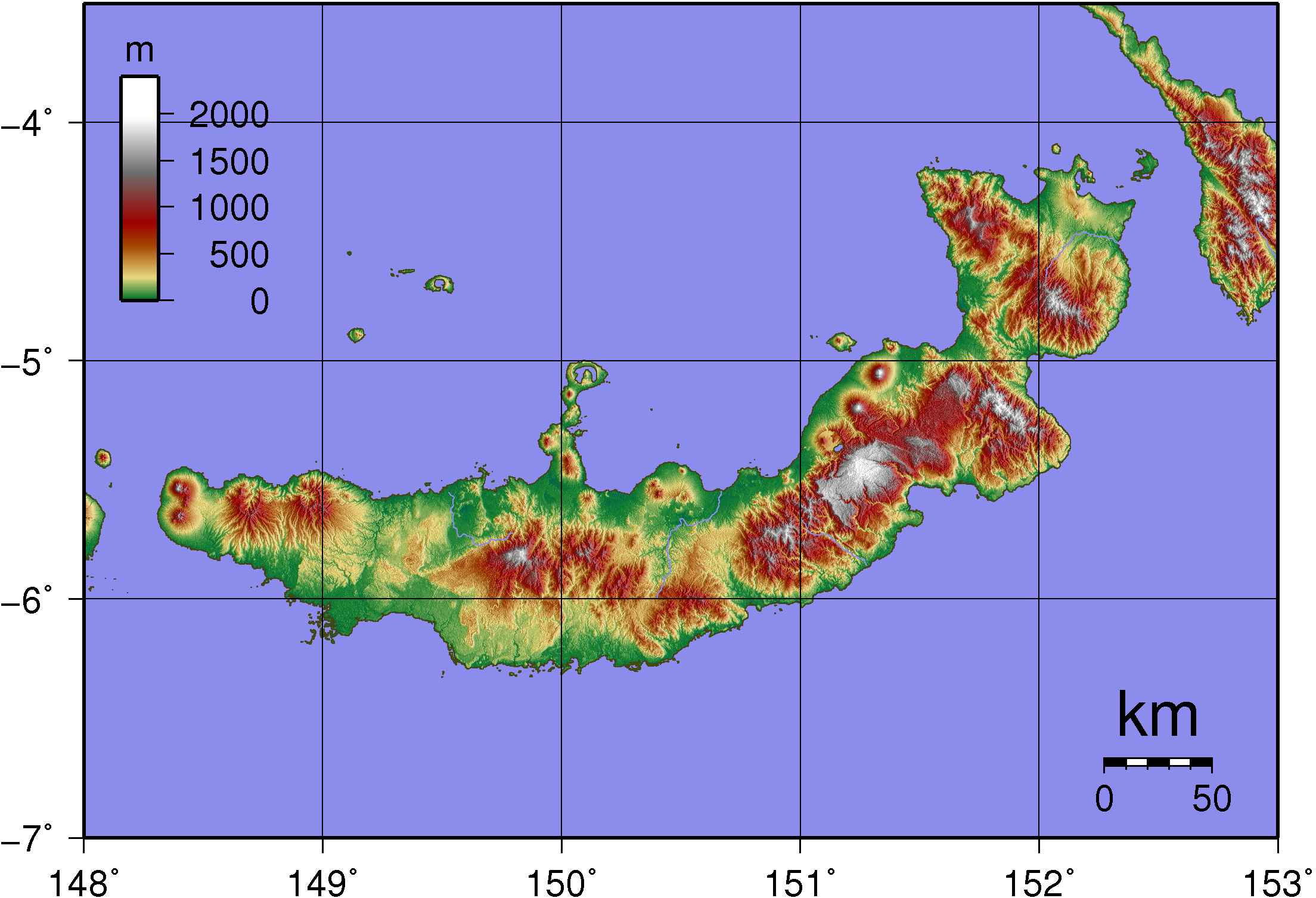
Bản đồ địa hình New Britain

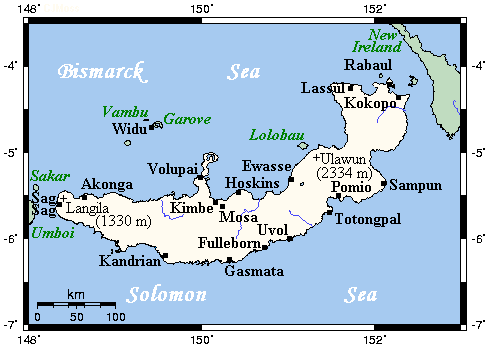
New Britain, với một số đô thị và núi lửa

New Britain trải dài từ 148°18'31" đến 152°23'57" độ kinh Đông và từ 4°08'25" đến 6°18'31" độ vĩ Nam. Đảo có hình lưỡi liềm, dài xấp xỉ 520 km (320 mi) tính theo bờ biển đông nam, và từ 29 đến 146 km (18–91 miles) chiều rộng, không tính một bán đảo nhỏ ở trung tâm. Khoảng cách theo đường thẳng từ đông sang tây của đảo là 477 km (296 mi). Đây là hòn đảo có diện tích đứng thứ 38 trên thế giới, với diện tích 36.520 km2 (14.100 dặm vuông Anh).
Các vách đá dựng đứng tạo thành một số phần của bờ biển New Britain; các ngọn núi nằm xa trong vùng nội địa, và các khu vực ven biển có địa hình bằng phẳng và được các rạn san hô bao quanh. Điểm cao nhất của đảo, với cao độ 2.438 m (7.999 ft), là núi Sinewit thuộc dãy Baining ở phía đông. Hầu hết địa hình của hòn đảo được bao phủ bởi các rừng mưa nhiệt đới và một vài con sông lớn bắt nguồn từ lượng mưa lớn của đảo.
New Britain phần lớn được tạo thành bởi các quá trình núi lửa, và hiện vẫn còn có một số hoạt động núi lửa trên đảo, bao gồm Ulawun (núi lửa cao nhất tại Papua New Guinea), Langila, nhóm Garbuna, dãy Sulu, và các núi lửa Tavurvur và Vulcan thuộc hõm chảo Rabaul. Một vụ phun trào lớn đã xảy ở Tavurvur vào năm 1994 và đã phá hủy tỉnh lị Rabaul của tỉnh Đông New Britain. Hầu hết thị trấn vẫn còn nằm dưới nhiều mét tro bụi, và tỉnh lị đã được chuyển về Kokopo gần đó.

## Hành chính
New Britain là một phần của Vùng Quần Đảo, một trong bốn vùng của Papua New Guinea. Đảo là phần chính của hai tỉnh:
- Đông New Britain với tỉnh lị tại Kokopo (trước đây là Rabaul)
- Tây New Britain với tỉnh lị tại Kimbe

## Lịch sử
William Dampier là người châu Âu đầu tiên được được ghi nhận đã đến thăm New Britain, việc này diễn ra vào ngày 27 tháng 2 năm 1700: ông đặt cho hòn đảo cái tên Latinh Nova Britannia, (dịch sang tiếng Anh: New Britain).
Vào tháng 11 năm 1884, Đức đã tuyên bố mình có quyền bảo hộ đối với Quần đảo New Britain; thực dân Đức đã quản lý về mặt hành chính New Britain và New Ireland với các tên gọi tương ứng là Neupommern (hay Neu-Pommern; "Pomerania Mới") và Neumecklenburg (hay Neu-Mecklenburg; "Mecklenburg" Mới), và toàn bộ nhóm đảo được đổi tên thành quần đảo Bismarck. New Britain trở thành một phần của New Guinea thuộc Đức.
Năm 1909, số dân bản địa trên đảo được ước tính là 190.000 người; dân cư ngoại quốc là 773 (474 da trắng). Các kiều dân chủ yếu bị giới hạn tại đông bắc bán đảo Gazelle, bao gồm cả thủ phủ Herbertshöhe (nay là Kokopo). Lúc đó, 5.448 ha đã được chuyển thành đồn điền, chủ yếu là trồng dừa, cây bông, cà phê và cao su. Người phương Tây ban đầu tránh khám phá vùng nội địa vì cho rằng các dân tộc bản địa có tính hiếu chiến và sẽ chống lại quyết liệt sự xâm nhập.
Vào ngày 11 tháng 9 năm 1914, New Britain trở thành nơi diễn ra một trong các trận đánh đầu tiên trong Chiến tranh thế giới lần thứ nhất khi Quân Úc đổ bộ lên đảo. Họ đã nhanh chóng áp đảo quân Đức và chiếm được hòn đảo trong thời gian diễn ra chiến tranh.
Năm 1920, Hội Quốc Liên đã đặt New Britain cùng với thuộc địa cũ New Guinea của Đức vào trong Lãnh thổ New Guinea, là một lãnh thổ ủy trị của Úc.
Trong Chiến tranh thế giới lần thứ hai, quân Nhật đã tấn công New Britain ngay sau khi bùng nổ chiến sự tại Thái Bình Dương. Vào tháng 1 năm 1942, Nhật Bản ném bom nặng nề Rabaul. Vào ngày 23 tháng 1, hàng nghìn lính thủy quân lục chiến Nhật Bản đã đổ bộ lên đảo, bắt đầu trận Rabaul. Người Nhật sử dụng Rabaul như một căn cứ lớn cho đến năm 1944; nó trở thành một điểm quan trọng để phục vụ cho cuộc xâm chiếm bất thành Port Moresby.

## Người dân và văn hóa
Người dân bản địa tại New Britain gồm hai nhóm: người Papua, định cư trên đảo từ hàng chục nghìn năm; và người Nam Đảo, những người đã đến vào khoảng hai nghìn năm trước. Đảo có khoảng 10 ngôn ngữ Papua và khoảng bốn mươi ngôn ngữ Nam Đảo, cũng như Tok Pisin và tiếng Anh. Dân cư Papua phần lớn giới hạn ở một phần ba phía đông của hòn đảo và một vài vùng đất nhỏ ở vùng cao nguyên trung tâm. Tại vịnh Jacquinot, ở đông nam, họ sinh sống cạnh bãi biển nơi có một thác nước đổ thẳng xuống biển.
Dân số của New Britain 493.585 trong năm 2010. châu Đại Dương người chiếm đa số trên đảo. Các thành phố lớn là Rabaul / Kokopo ở Đông New Britain và Kimbe West New Britain.
Dân số New Britain là 493.585 vào năm 2010. Đa số dân cư trên đảo là người Nam Đảo. Các đô thị chính là Rabaul/Kokopo tại Đông New Britain và Kimbe tại Tây New Britain.
New Britain có các nét văn hóa truyền thống đa dạng và phức tạp. Trong khi người Tolai ở vùng Rabaul tại Đông New Britain có một xã hội theo chế độ mẫu hệ, các nhóm khác lại có cấu trúc gia đình theo chế độ phụ hệ. Có rất nhiều nét truyền thống vẫn cón lưu giữ đến ngày nay, như xã hội bí ẩn dukduk (cũng gọi là tubuan) ở vùng Tolai.